# Centroamericano Juvenil de Rugby 2017
El Centroamericano Juvenil de Rugby 2017 fue la primera edición del torneo para selecciones pertenecientes a Sudamérica Rugby. A este evento también se le denominó Sudamericano Juvenil C por participar seleccionados juveniles del 3º nivel.
El torneo se disputó con fase de grupos, seguida de semifinales y final. Se celebró en octubre en el Estadio Nacional de San José, Costa Rica.

## Equipos participantes
- Selección juvenil de rugby de Costa Rica
- Selección juvenil de rugby de El Salvador
- Selección juvenil de rugby de Guatemala
- Selección juvenil de rugby de Panamá

## Resultados

### Fase de grupos
| 14 de octubre | Costa Rica | 39 - 0 | El Salvador |  |  |

| 14 de octubre | Panamá | 5 - 15 | Guatemala |  |  |

| 14 de octubre | Panamá | 12 - 5 | El Salvador |  |  |

| 14 de octubre | Costa Rica | 19 - 5 | Guatemala |  |  |

| 14 de octubre | Guatemala | 5 - 14 | El Salvador |  |  |

| 14 de octubre | Costa Rica | 24 - 5 | Panamá |  |  |

### Semifinales
| 15 de octubre | Costa Rica | Ganó Costa Rica | El Salvador |  |  |

| 15 de octubre | Panamá | 7 - 27 | Guatemala |  |  |

### Final
| 15 de octubre | Costa Rica | 12 - 0 | Guatemala |  |  |

| Bandera de Costa Rica |
| Campeón Costa Rica    |
| Primer título         |